# Edith Schippers
Edith Ingeborg Schippers (Utrecht, 25 augustus 1964) is een Nederlands politica voor de Volkspartij voor Vrijheid en Democratie (VVD) en bestuurster. Van 2010 tot 2017 was zij minister van Volksgezondheid, Welzijn en Sport. Daarvoor was zij van 2003 tot 2010 Tweede Kamerlid. Na haar ministerschap werd zij voorzitter van de raad van bestuur van DSM Nederland en vervolgens van DSM Europa. In mei 2023 werd ze Global Project Director Real Estate bij het Nederlands-Zwitserse bedrijf DSM-Firmenich. Tussen 2023 en 2025 was ze tevens Eerste Kamerlid en fractievoorzitter.

## Biografie
Schippers werd in 1964 in Utrecht geboren en doorliep de middelbare school in Coevorden. Ze studeerde politicologie aan de Universiteit Leiden, waar ze lid was van studentenvereniging Quintus en in 1991 afstudeerde. Aansluitend deed ze onder meer vrijwilligerswerk bij de Vereniging Vluchtelingenwerk. Ook studeerde ze nog enige tijd in India. In 1993 en 1994 was zij de persoonlijk medewerker van Tweede Kamerlid Dick Dees (VVD). Daarna werkte ze drie jaar als fractiemedewerker voor de Tweede Kamerfractie van de VVD, belast met Volksgezondheid, Welzijn en Sport. Van 1997 tot 2003 was Schippers in dienst bij de werkgeversorganisatie VNO-NCW, eerst als secretaris gezondheidszorg en arbeidsmarkt, later als secretaris ruimtelijke ordening.

### Kamerlid
Op 3 juni 2003 werd Schippers beëdigd als lid van de Tweede Kamer. Daar hield zij zich bezig met de portefeuille volksgezondheid, waaronder de veranderingen van het zorgstelsel. Op 8 maart 2006 nam zij het vicefractievoorzitterschap over van Bibi de Vries. In 2008 publiceerde Schippers samen met haar fractiegenote Anouchka van Miltenburg een fractienota getiteld Dichtbij Betere Zorg over de Nederlandse gezondheidszorg in de komende tien jaar. Zij werd in 2009 lid van de tijdelijke commissie parlementair onderzoek financieel stelsel.

### Ministerschap
Bij de Tweede Kamerverkiezingen in 2010 stond Schippers op de tweede plaats van de kandidatenlijst van de VVD. Tijdens de kabinetsformatie die volgde op de verkiezingen was zij de secondant van partijleider Mark Rutte. Aansluitend werd ze minister van Volksgezondheid, Welzijn en Sport in het kabinet-Rutte I. Voor de verkiezingen van 2012 stond Schippers opnieuw op de tweede plek van de kieslijst en wederom werd ze minister van Volksgezondheid, in het kabinet-Rutte II.
Het beteugelen van de kosten van de zorg was een belangrijke uitdaging van haar ministerschap. Daarbij zette de minister in op meer marktwerking, met een sleutelrol voor de zorgverzekeraars. Tegelijkertijd vond ze dat de burger zelf moet weten hoe hij of zij het leven inricht en dat de overheid niet moet 'betuttelen' op het gebied van de gezondheid.
Het feministische maandblad Opzij riep Edith Schippers in 2013 in de Opzij Top 100 uit tot de Meest invloedrijke vrouw van het jaar.
Een gevoelige nederlaag was het in de Eerste Kamer sneuvelen van Schippers' gewenste beperkingen op de vrije artsenkeuze eind 2014.

#### Kritiek
Het versoepelen van het rookverbod voor de kleine cafés aan het begin van haar ministerschap kwam Schippers op stevige kritiek te staan. De kritiek verhevigde toen media in 2012 onthulden dat haar ministerie meer contacten met de tabaksindustrie onderhield dan eerder was aangenomen en door de minister gemeld.
Minister Schippers overleefde driemaal een motie van wantrouwen in de Tweede Kamer. In 2012 werd de eerste ingediend, omdat Schippers de Kamer onvoldoende zou hebben geïnformeerd over de kosten die gemoeid waren met het naar Nederland halen van de Olympische Spelen. Hetzelfde jaar werd een motie van wantrouwen jegens Schippers en staatssecretaris Henk Bleker, naar aanleiding van hun afhandeling van de Q-koorts, verworpen. In 2013 werd een motie van wantrouwen tegen Schippers ingediend over haar handelen ten aanzien van fraude in de zorg. Ook deze motie haalde het niet.
Dat de echtgenoot van Schippers werkzaam is als consultant in de gezondheidszorg heeft enkele malen geleid tot vragen over mogelijke (schijn van) belangenverstrengeling. In 2016 verscheen een onderzoek van Follow the Money waaruit zou blijken dat Schippers' man geld verdient met adviezen hoe zorginstellingen "slim" kunnen omgaan met door Schippers' ministerie ingevoerde wetgeving. Dat instellingen zo hun inkomsten kunnen opvoeren, zou strijdig zijn met Schippers' eigen werk om de zorgkosten in te dammen.
Ze kreeg de publieksprijs 2016 toegekend van de Big Brother Awards voor haar voorstel voor een nieuwe Wet marktordening gezondheidszorg, die een uitbreiding mogelijk maakt voor zorgverzekeraars om inzage te krijgen in medische dossiers. Daarmee komt volgens de toekenner van de prijs het medisch beroepsgeheim onder druk te staan.

### HJ Schoo-lezing
Op 5 september 2016 hield Schippers de HJ Schoo-lezing van Elsevier Weekblad in De Rode Hoed in Amsterdam, met als titel "De paradox van de vrijheid", ook verschenen als boek ISBN 978-90-352-5338-4.

### Kabinetsformatie 2017
Bij aanvang van de kabinetsformatie van 2017 werd Schippers door Tweede Kamervoorzitter Khadija Arib aangesteld als verkenner om te kijken welke coalities mogelijk zijn voor een nieuw te vormen kabinet. Na haar verslag als verkenner benoemde de Tweede Kamer Schippers als informateur met in eerste instantie de opdracht om de mogelijkheden te onderzoeken van een kabinet met VVD, CDA, D66 en GroenLinks. Dit heeft niet geleid tot de totstandkoming van een dergelijk kabinet. Ze werd als informateur opgevolgd door Herman Tjeenk Willink. Uiteindelijk leidde de kabinetsformatie tot het kabinet-Rutte III met VVD, CDA, D66 en ChristenUnie.

### DSM
In februari 2019 trad Edith Schippers in dienst bij het chemiebedrijf Koninklijke DSM NV waar zij medio 2019 Atzo Nicolaï opvolgde als president van DSM Nederland. Kort daarna werd ze ook bestuurder van het DSM-pensioenfonds. In 2022 werd ze president van DSM Europa. Op 19 januari 2023 publiceerde NRC het resultaat van een onderzoek waaruit bleek dat Schippers gevoelige documenten achter hield. Als reactie heeft het fonds het betreffende document openbaar gemaakt. Op 5 april 2023 kondigde zij aan dat ze terugtrad als president bij DSM Europa. Na de fusie op 20 april 2023, het bedrijf heet sindsdien: DSM-Firmenich, werd ze verantwoordelijk voor "de integratie en optimalisatie van het vastgoed".

### Terugkeer in de politiek
In oktober 2022 werd bekend dat Schippers was voorgedragen als lijsttrekker voor de VVD bij de verkiezingen voor de Eerste Kamer in 2023. Vanaf 20 juni 2023 was ze senator en fractievoorzitter. Op 14 januari 2025 trad ze af als senator. Tanja Klip-Martin volgde haar op 1 januari 2025 op als fractievoorzitter.

## Privé
Schippers, van huis uit gereformeerd, beschouwt zichzelf als atheïst.  Ze is getrouwd en heeft één dochter.